# John Fogerty
John Cameron Fogerty (født 28. maj 1945 i Berkeley, Californien, USA) er en amerikansk musiker, som bedst er kendt for sin rolle som forsanger og guitarist i Creedence Clearwater Revival. Gruppen blev optaget i Rock and Roll Hall of Fame i 1993 på anbefaling af Bruce Springsteen. John Fogerty afslog at deltage i showet sammen med de to tilbageværende, tidligere medlemmer. I stedet spillede han nogle af de store hits med Springsteen og Robbie Robertson, tidligere medlem af The BandSom solist og Bandleder har Fogerty senere i karrieren spillet med et stort udvalg af de kendteste amerikanske rockmusikere. Han turnerer stadigt flittigt både hjemme i USA og i Europa.
Han har skrevet numre som "Bad Moon Rising" og "Proud Mary".

## Diskografi

### Med Creedence Clearwater Revival
- Creedence Clearwater Revival (1968)
- Bayou Country (1969)
- Green River (1969)
- Willy and the Poor Boys (1969)
- Cosmo's Factory (1970)
- Pendulum (1970)
- Mardi Gras (1972)

Uden John Fogertys tilladelse blev følgende udgivet (da rettighederne for sangene var hos Saul Zaentz):
- 1973: Creedence Gold
- 1973: More Creedence Gold
- 1973: Live in Europe
- 1976: Chronicle I
- 1980: The Concert
- 1986: Chronicle II

### John Fogerty
- 1973: Blue Ridge Rangers
- 1975: John Fogerty
- 1976: Hoodoo (ikke udgivet)
- 1985: Centerfield
- 1986: Eye of the Zombie
- 1997: Blue Moon Swamp
- 1998: Premonition
- 2004: Deja Vu
- 2005: The Long Road Home: The Ultimate John Fogerty – Creedence Collection
- 2006: The Long Road Home: In Concert
- 2007: Revival
- 2009: Blue Ridge Rangers Rides Again
- 2009: Comin' Down the Road – The Concert at Royal Albert Hall
- 2010: Centerfield 25th Anniversary